# Вожське сільське поселення
Во́жське сільське поселення (рос. Вожское сельское поселение) — муніципальне утворення у складі Удорського району Республіки Комі, Росія. Адміністративний центр — селище Вожський.

## Населення
Населення — 2482 особи (2017, 3077 у 2010, 3368 у 2002, 2811 у 1989).

## Склад
До складу поселення входять такі населені пункти:
| Населений пункт  | Населення, осіб (1989) | Населення, осіб (2002) | Населення, осіб (2010) |
| ---------------- | ---------------------- | ---------------------- | ---------------------- |
| Вожський, селище | 1466                   | 2378                   | 2159                   |
| Мозиндор, селище | 1345                   | 990                    | 918                    |